# 南しずか
南 しずか（みなみ しずか 1988年2月25日 - ）は、日本のAV女優。
趣味：買い物、カラオケ。特技：水泳、バレーボール。

## 略歴
- 2007年9月にデビュー。

## 作品

### アダルトビデオ
- ワイセツデジモ約束 (2007年9月1日 セクシア)
- ワイセツデジモ感じる年頃敏感素肌 (2007年10月1日 セクシア)
- ワイセツデジモHに目覚める住込みメイド (2007年11月1日 セクシア)
- 連続絶頂イキまくり!麗しのランジェリーナ (2007年12月1日 セクシア)
- 至極の快感ソープ&恥辱の逆ソープ (2008年1月1日 セクシア)
- コスプレ総合病院24時 (2008年2月1日 セクシア)
- 就活女子大生面接　④ (2008年2月5日)…他出演:川原梨央
- 極光女子学園9 (2008年4月26日 オーロラプロジェクト)
- 絞め剥き喉仏が突端に微熱 (2008年10月1日、幻奇)…オムニバス作品
- KARMAファン感謝祭 コレで見納め?!ロリロリバスツアーFINAL (2008年10月13日、カルマ）
- ぶっかけられたメガネちゃん (2008年11月14日、LEO)
- 馬小屋の美少女 (2009年1月1日、グラフィス)
- おっぱい乳首いじり 1 (2009年3月6日、映天)
- JKSP 見せつけオナニーしまくり120分 (2009年4月1日、ABC/妄想族)…オムニバス作品

### その他
- 鬼－ゲキオニ－MIX Fight！03 （2008年12月5日　Feti-Feast）